# Alma Delfina
Alma Delfina (Chihuahua, 5 de novembro de 1960) é uma atriz mexicana.

## Filmografia

### Televisão
- Mi amor sin tiempo (2024) .... Jesusa Martínez
- Mi secreto (2022-2023) .... Elena Mendoza
- Betty en NY (2019) .... Julia Lozano de Rincón
- Days of Our Lives (2016) .... Adriana Hernández
- Cosita linda (2014) ....  Dona Santa de Rincón
- El Talismán (2012) .... Matilde Aceves
- Bajo el alma (2011) .... Concepción de Negrete
- Vidas robadas (2010) .... Aurora Sandoval
- Bajo las riendas del amor (2007) .... Rosa Nieto
- El amor no tiene precio (2005) .... Doña Flor
- Inocente de ti (2004-2005) .... Lupe
- Te amaré en silencio (2002) .... Angélica
- Háblame de amor (1999) .... Adriana
- Laberintos de pasión (1999) .... Sofía Miranda de Valencia
- Pueblo chico, infierno grande (1997) .... Magdalena Beltrán "La Beltraneja"
- Cañaveral de pasiones (1996) .... Prudencia
- El vuelo del águila (1994) .... Delfina Ortega Díaz
- Carrusel de las Américas (1992) .... Maestra Lupita
- El rincón de los prodigios (1988) .... Mari
- Marionetas (1986) .... Laura Contreras
- Vivir un poco (1985) .... Paulina Fernández
- Guadalupe (1984) .... Guadalupe
- Chispita (1982) .... Gloria
- Vanessa (1982) .... Lolita
- El hogar que yo robé (1981)
- Colorina (1980) .... La Pingüica
- Mi amor frente al pasado (1979)
- El cielo es para todos (1979)
- J.J. Juez (1979)
- Rosalía (1978)
- La hora del silencio (1978) .... Maribel
- Barata de primavera (1975) .... Marissa
- Mundo de juguete (1974)

### Cinema
- Silver City (2004)
- Sueño (2004) .... Beatriz
- Una maestra con Ángel (1994)
- En legítima defensa (1992)
- Acapulco (1991)
- Olor a muerte (1989)
- Salvajes (1989)
- La portera ardiente (1989)
- El costo de la vida (1988)
- Relajo matrimonial (1988)
- Dinastía sangrienta (1987)
- Entre vecinos te veas (1987)
- El misterio de la casa abandonada (1987) .... Angélica
- Casos de alarma (1986)
- El trailer asesino (1986)
- El hombre de la mandolina (1985)
- Delincuente (1984)
- ¡¡Cachún cachún ra-ra!! (Una loca, loca, preparatoria) (1984) .... Baby
- El tonto que hacía milagros (1980) .... Luisa Miranda
- En la trampa (1979)
- Ratero (1979)
- El jardín de los cerezos (1978)
- Longitud de guerra (1976)
- México, México, ra ra ra (1976)
- Para servir a usted (1971)

## Prêmios e indicações

### Ariel
| Ano  | Categoria                  | Película            | Resultado |
| ---- | -------------------------- | ------------------- | --------- |
| 1989 | Melhor atriz               | El costo de la vida | Indicado  |
| 1987 | Melhor co-atuação feminina | Casos de alarma     | Indicado  |

### TVyNovelas
| Ano  | Categoria                   | Telenovela                 | Resultado |
| ---- | --------------------------- | -------------------------- | --------- |
| 1997 | Melhor atriz coprotagonista | Cañaveral de pasiones      | Venceu    |
| 1989 | Melhor atriz juvenil        | El rincón de los prodigios | Indicado  |
| 1986 | Melhor atriz juvenil        | Vivir un poco              | Indicado  |
| 1985 | Melhor atriz juvenil        | Guadalupe                  | Indicado  |